# Archiearis lapponica
Archiearis lapponica là một loài bướm đêm trong họ Geometridae.